# Elektrownia Leśna

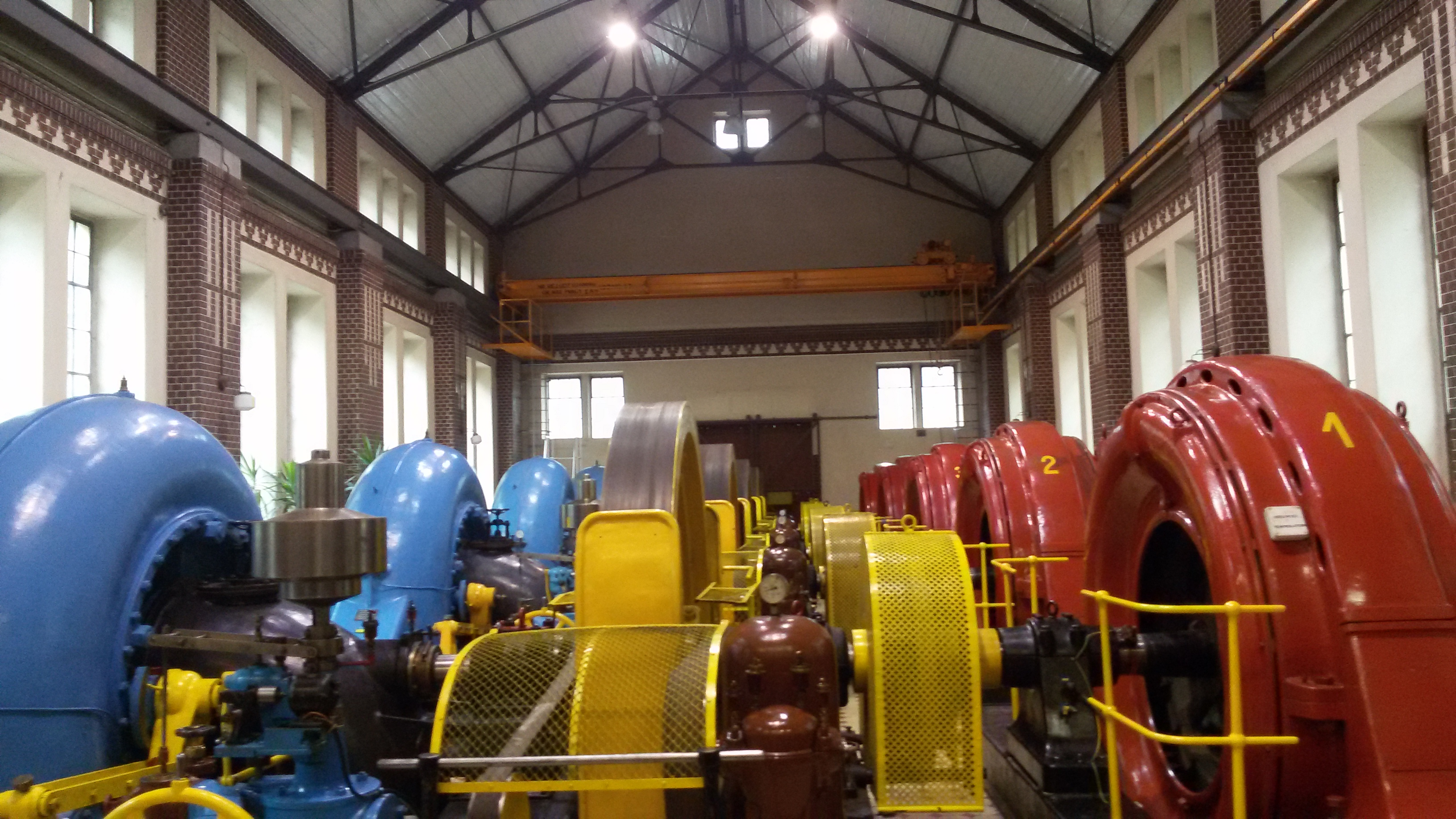
Maszyny w elektrowni

Elektrownia Wodna Leśna – elektrownia wodna na rzece Kwisa, w województwie dolnośląskim w miejscowości Leśna.

## Historia
Elektrownia Leśna jest najstarszą elektrownią wodną w Polsce. Budowę pierwszego zbiornika wodnego rozpoczęto we wrześniu 1901 roku w ramach programu ochrony powodziowej Dolnego Śląska, opracowanego na przełomie XIX i XX wieku przez profesora Ottona Intzego, a rozwiniętego przez kierującego inwestycją dr. inż. Curta Bachmanna. Wstępny projekt poszerzono w 1905 roku i rozpoczęto budowę elektrowni wodnej. Pierwsze trzy turbozespoły oddano do eksploatacji  w 1907 roku, a kolejne dwa w 1908. Do dzisiaj utrzymano oryginalne wyposażenie maszynowni i unikatowe rozwiązania hydrotechniczne zbiornika wodnego i urządzeń zrzutowych.    

## Dane techniczne
Głównymi urządzeniami elektrowni są turbiny Francisa wybudowane w 1907. Moc zainstalowana elektrowni wynosi 2,610 MW. Energia elektryczna z elektrowni przesyłana jest do sieci krajowej.

## Zapora
Pierwszą zaporę w Leśnej, podobnie zresztą jak następne tego typu budowle, niemieccy budowniczy wznieśli w konstrukcji kamienno-betonowej. Tama oparła się kilkudziesięciu wodnym żywiołom, które miały miejsce do tej pory. Uroczyste rozpoczęcie budowy zapory odbyło się 5 października 1901 roku. Pierwsze napełnienie zbiornika miało miejsce we wrześniu 1905 roku.